# Здание Ростовской студии кинохроники
Здание Ростовской студии кинохроники — трёхэтажное кирпичное здание, построенное в Ростове-на-Дону в 1952 году для Ростовской студии кинохроники по проекту архитектора Льва Леонидовича Эберга.

## История здания
Здание Ростовской студии кинохроники расположено в центральной части Ростова-на-Дону и замыкает угол квартала, образованный Красноармейской улицей и улицей Островского. Построено в 1952 году по проекту выдающегося ростовского архитектора Льва Леонидовича Эберга.

## Архитектурные особенности
Здание Ростовской студии кинохроники трехэтажное, кирпичное, с чердачной крышей. Здание имеет четко выраженное горизонтальное членение, которое осуществляется профилированными межэтажными тягами и венчающим карнизом. Первый этаж здания обработан под естественный камень, второй — под руст. Третий этаж здания оформлен сдвоенными пилястрами. Архитектурно-художественный облик здания определяют также сандрики под окнами второго этажа, замковые камни первого и второго этажей, решетки на парапете.
Угловой фасад здания акцентирован гигантскими пилястрами, объединяющими второй и третий этажи, капителями, которые включают женские головки с растительным орнаментом и многофигурным фризом, завершающимся аттиком сложной конфигурации. Между пилястрами, фланкирующими угол здания, находится венок с датой его постройки. Автором барельефов является известный архитектор и скульптор Виктор Баринов.
Парадный вход по Красноармейской улице оформлен штукатурным профилированным наличником с замковым камнем.
Здание в плане имеет Г-образную форму. Его планировочную структуру определяет коридорная система с двухсторонним расположением рабочих комнат. В северо-западной части здания расположен просмотровый зал.

## Статус здания
На ноябрь 2014 года здание не состояло под государственной охраной. Ряд общественных организаций Ростова-на-Дону в ближайшее время планируют обратиться в Министерство культуры Ростовской области с просьбой внести здание в список выявленных объектов культурного наследия.

## Продажа и гибель здания
В 2013 году здание киностудии со всеми остальными активами было продано. Представители Общероссийского народного фронта в рамках проекта «За честные закупки» выявили большой ряд объектов госимущества, приватизированных буквально за бесценок, и в этот малопочтенный список попала и Ростовская киностудия. По мнению экспертов Общероссийского народного фронта, от приватизации киностудии с последующей продажей серьезно пострадал городской бюджет, в который в декабре прошлого года поступило всего лишь 53,8 млн рублей. Об этом было сообщено в письме, направленном ОНФ в адрес министра экономики РФ Алексея Улюкаева. В письме содержалась просьба проверить добросовестность торгов по продаже объектов госимущества, в том числе и Ростовской киностудии.
На вопрос о судьбе здания первый заместитель губернатора РО Игорь Гуськов на пресс-конференции в конце декабря 2014 года ответил: «На сегодняшний день министр культуры имеет поручение — для того, чтобы поработали специалисты, оценили и сделали заключение — действительно ли можно отнести этот объект к выявленным объектам культурного наследия или нет. И только после этого можно говорить о перспективах. Пока что о каких-то однозначных перспективах я говорить не могу, но после заключения Министерства культуры, мы скажем окончательно что там у нас может получиться по этому объекту».
Несмотря на протесты общественности, 21 февраля 2015 года начался демонтаж здания. По словам директора Департамента строительства администрации Ростова-на-Дону Андрея Дикуна, на месте сносимой Ростовской киностудии планируется строительство 7-этажного нежилого здания.

## Цитаты
- «Здание кинохроники — довольно интересный с исторической и культурной точки зрения объект. И если оно будет включено в число объектов культурного наследия, это даст шанс его сохранить. Сегодня есть информация, что собственник уже направил запрос в городскую архитектуру по предоставлению градплана для данного объекта. Это тревожный сигнал, так как здание могут как отреставрировать, так и полностью перестроить по усмотрению владельца. А в худшем случае — разобрать до основания и построить очередную многоэтажку. Статус памятника культуры, с одной стороны, хоть и не дает никаких глобальных привилегий объекту, с другой стороны, не позволит просто так снести объект»[3] — Александр Кожин, 2014.